# Johannes Weiland (Maler)

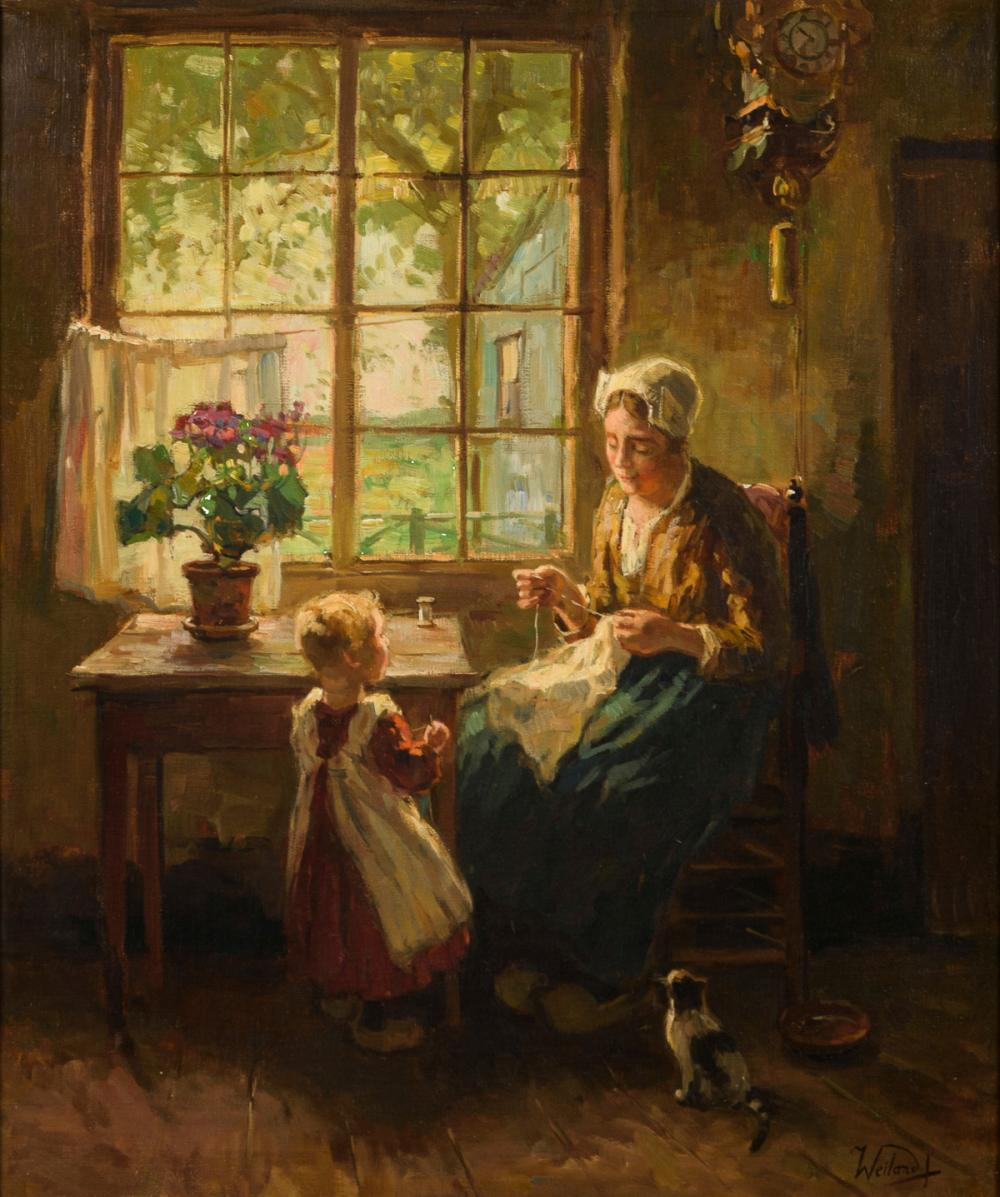
Mutter mit Kleinkind am Fenster

Johannes Weiland (* 23. November 1856 in Vlaardingen; † 13. November 1909 in Rotterdam) war ein niederländischer Genremaler, Aquarellist und Zeichner.
Im Alter von 18 Jahren begann Johannes Weiland – teilweise auf Anraten des Malers Johan Michaël Schmidt Crans – sein Studium als Student an der Academie voor Beeldende Kunsten in Rotterdam.
Er lebte und arbeitete bis 1879 in Vlaardingen, bis 1900 in Rotterdam (Kralingen), dann in Den Haag.
Ab 1879 wurde er als Professor an die Rotterdamer Akademie berufen, wurde Mitglied der „Aesthetic Genootschap“ in Rotterdam und des „Pulchri Studio“ in Den Haag.
Er schuf hauptsächlich Genrebilder (einschließlich vieler Innenräume), einige Stillleben und Landschaften.
Der Künstler nahm von 1884 bis 1903 an Ausstellungen in Amsterdam, Den Haag und Rotterdam teil.
Er war Onkel von Frits Weiland (1888–1950), Jacob Weiland (1891–1970) und Johannes Weiland (1894–1976).